# スピアー (プロレス技)

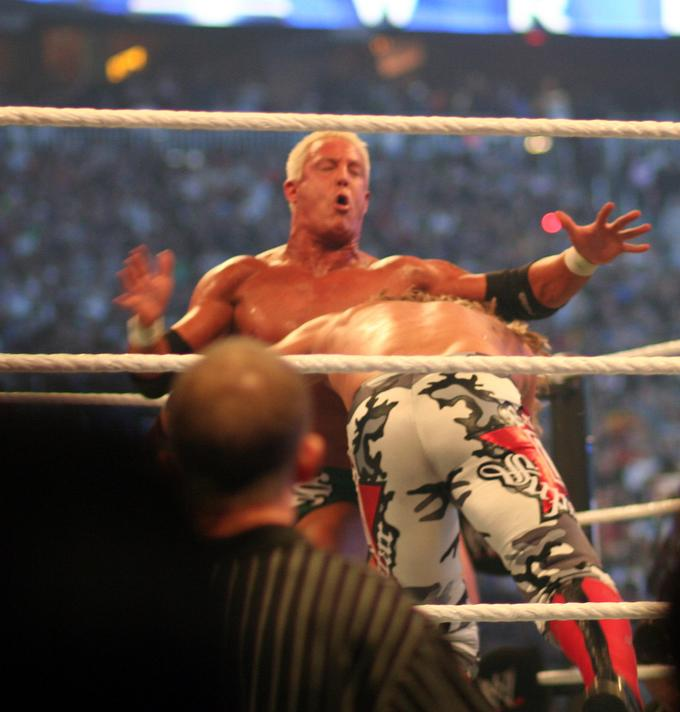
エッジによるスピアー。

スピアー（Spear） は、プロレス技の一種である。スピアー・タックル（Spear Tackle）とも呼ばれる。

## 概要
助走を付けて走り、ラグビーフットボールやアメリカンフットボールのタックルの様に低い姿勢で相手の腹部へ肩、頭からぶつかっていく体当たり技、テイクダウン技である。
スピアーの起源はラグビーで使用されているスピアー・タックルをプロレスに応用したもので、相手に低い体勢で跳びつくと同時に両腕で相手を抱えて持ち上げるものであった。
1980年から1996年までは使用者が少数な繋ぎ技であったが、1997年にアメリカンフットボール選手からプロレスラーに転向したゴールドバーグが使用してから一躍知名度と使用頻度が高まった。ゴールドバーグは「頭を武器とする危険なタックル」と定義している。

## 主な使用者
- ゴールドバーグ
- ライノ - ゴアの名称で使用。
- ビッグ・ショー
- ダレン・ドロズドフ
- バティスタ
- ボビー・ラシュリー
- クリムゾン
- ボー・ダラス
- ビッグ・E
- ロマン・レインズ
- ジャックス・デイン
- ジョーイ・ダディエゴ
- シベルネティコ
- チェスマン
- エッジ
- クリスチャン
- ボビー・ルード
- シャーロット
- 中西学
- 秀吉 - 槍撃の名称で使用。
- 筑前りょう太
- 関本大介
- 井上亘 - スピアーで薙ぎ倒して倒れ込んだ相手を押さえ込んでフォールを奪うのをスピアー・オブ・ジャスティスの名称で使用。
- 杉浦貴
- KENSO
- SHO
- エル・デスペラード
- 佐々木義人
- 藤澤忠伸
- 橘隆志
- 大家健 - 炎のスピアーの名称で使用。
- タコヤキーダー
- 中澤マイケル
- YAMATO - スピアーの勢いでそのまま押さえ込む技を武者返しの名称で使用。
- 大和ヒロシ
- 日向寺塁
- 竹田誠志
- 住吉久仁夫
- 起田高志
- 彰人
- タケシマケンヂ
- マサ北宮
- タンク永井 - 相手に体当たりする際に走り込んだ勢いのまま自身を前方回転させて相手を薙ぎ倒して自身も背中から着地するのをスピアー・タックルの名称で使用。
- 高橋匡哉
- 植木嵩行 - 確保の名称で使用。
- SAGAT - ライノにあやかってゴアの名称で使用。膝をついた相手に放つのをゴア・グラインドの名称で使用。
- 首里ジョー
- 野村直矢 - 相手の後頭部に放つのを裏スピアーの名称で使用。
- 近藤"ド根性"洋史
- 宮武俊 - ハート・アタックの名称で使用。
- 瓦井寿也
- ダイナソー拓真
- Ben-K
- 北村克哉
- 飯野雄貴
- Hikaru
- Leon - 百獣のスピアーの名称で使用。
- MARU
- X No.4 - Xスピアーの名称で使用。
- 水波綾
- 真琴
- 雫有希
- 花月
- カヨ☆フジモリ
- 成宮真希
- カイリ・セイン - インターセプターの名称で使用。
- KANNA - 時々のギミックに応じ大家さん、ベルサイユの槍、ポイズン・サーペント、50$entの名称で使用。
- 田中盟子
- 辻陽太 ジーン・ブラスターの名で使用。
- 玖麗さやか
- ドリラ・モロニー　ザ・ゴアの名で使用

## 派生技

### ランサルセ
近藤修司のオリジナル技。コーナーからスピアーの体勢で相手をキャッチし、スパイン・バスターのように叩きつける技。フットボールタックルそのものであり、軽量の対戦者を中心に失神者が続出した強力な技である。仕掛ける前にはコーナーで足を踏み鳴らして観客をあおる。バリエーションとして、相手の背後から仕掛ける「リバース式」カウンターで相手を掴んで「旋回式」で叩きつけるパターン等がある。牛の突進の意味。

### スリングショット・スピアー
エプロンに立った状態でセカンドロープを掴み、走り込んでくる相手に対し、トップロープとセカンドロープの間をすり抜けて放つスピアー。ロープの反動と相手の勢いを利用し、抜群のタイミングで繰り出す。

## 類似技
アメリカ出身キャッチ・アズ・キャッチ・キャンレスラーのマーティン・ファーマー・バーンズ（en:Martin Burns）は1912年の著作『Lessons in Wrestling & Physical Culture』で自身が開発した技としてバック・ホールド・ウィズ・ヘッド・アゲンスト・オポーネンツ・チェスト（Back Hold With Head Against Opponent's Chest）というスピアーに似たテイクダウン技を紹介している。
レスリングでも自身の頭を相手の胸や腹に押し付けながらダブルレッグダイブを決めるスピアー・ダブル・レッグ（Spear Double Leg）という技があり、これを遠い間合いから決める場合はスピアーと同様のフォームとなる。